# Mary Elizabeth Tyler
 (avril 2020).
Si vous disposez d'ouvrages ou d'articles de référence ou si vous connaissez des sites web de qualité traitant du thème abordé ici, merci de compléter l'article en donnant les références utiles à sa vérifiabilité et en les liant à la section « Notes et références ».
Mary Elizabeth « Bessie » Tyler (10 juillet 1881 - 10 septembre 1924) est une professionnelle des relations publiques d'Atlanta qui, avec Edward Young Clarke, a fondé la Southern Publicity Association. Leur organisation a aidé à transformer le deuxième Ku Klux Klan, initialement anémique, en une organisation à adhésion de masse. Ils ont également travaillé avec la Ligue Anti-Saloon au cours de la même période. 